# Câu lạc bộ bóng đá Hoàng Sang
Câu lạc bộ bóng đá Hoàng Sang, hay còn được gọi tắt là Hoàng Sang FC, là một câu lạc bộ thuộc Liên đoàn bóng đá Việt Nam đến từ Thành phố Hồ Chí Minh, Việt Nam.
Câu lạc bộ thành lập đội bóng chuyên nghiệp vào năm 2018 và đã từng góp mặt tại Giải hạng ba quốc gia 2018. Hiện tại đội bóng chỉ tham gia giải đấu phong trào hạng A Thành phố Hồ Chí Minh.

## Đội bóng bán chuyên
Trước khi thành lập chuyên nghiệp, đội bóng là một trong những đội mạnh thi đấu tại giải bóng đá phong trào hạng A Thành phố Hồ Chí Minh.
Đội bóng đã giành được 2 chức vô địch ở giải đấu bán chuyên Cúp TOTO vào năm 2015 và 2018.

## Đội bóng chuyên nghiệp

### Thành lập
Ngày 22/10/2018, đội bóng chuyên nghiệp Hoàng Sang FC chính thức được thành lập dưới sự điều hành của chủ tịch Phan Thanh Việt. Câu lạc bộ được sự giúp sức của Trung tâm TDTT Q5, Trung tâm Bóng đá Thăng Long, Công ty CP BĐS CNB Việt Nam để thành lập một đội bóng chuyên nghiệp

### Giải hạng ba quốc gia 2018
Hoàng Sang đã thi đấu tại giải hạng ba quốc gia 2018 và giành chức vô địch. Đội bóng nằm cùng bảng B với Trẻ Đà Nẵng, Bình Điền và Đồng Nai.
Kết thúc mùa giải, Hoàng Sang FC giành chức vô địch bảng B và có suất thăng hạng lên giải hạng nhì quốc gia 2019.

### Rút lui
Mặc dù thi đấu thành công và có suất tham dự giải hạng nhì quốc gia 2019 nhưng Hoàng Sang đã xin rút lui và bán lại suất thi đấu cho Gia Định FC.
Hiện Hoàng Sang chỉ tập trung thi đấu ở giải bán chuyên nghiệp hạng A Thành phố Hồ Chí Minh.

## Trang phục
Trang phục của câu lạc bộ là vàng và xanh dương

## Sân vận động
Hoàng Sang chọn sân Thống Nhất, TPHCM sức chứa 25.000 làm sân nhà tại giải hạng ba 2018

## Danh hiệu

### Bán chuyên
Cúp bóng đá TPHCM
- Vô địch (1): 2018

Cúp TOTO
- Vô địch (2): 2015, 2018

### Chuyên nghiệp
Giải hạng ba quốc gia
- Vô địch (1): 2018